# Philippe Aymond
Cet article possède un paronyme, voir Philémon.
 (novembre 2018).
Philippe Aymond, né à Paris le 3 février 1968, est un dessinateur français de bande dessinée.

## Biographie
Il fait des études d'arts plastiques et obtient une maîtrise à l'université de Paris I. Il rencontre Jean-Claude Mézières qui l'invite à participer en 1989 à Canal Choc publié aux Humanoïdes Associés. Aymond travaille en atelier sur des scénarios de Pierre Christin et sous la direction artistique de Mézières pour réaliser quatre titres (L'Image disparue et Les Capitaines aveugles en 1990, Les Corps masqués en 1991 et Les Chasseurs d'invisibles en 1992).
En 1992, il travaille avec Christin et Max Cabanes sur L'Homme qui fait le tour du monde et en 1997 sur un scénario de Pierre Christin Les Voleurs des villes pour les éditions Dargaud dans la collection Long Courrier. Entre 1997 et 2000, il dessine, toujours sur les scénarios de Christin, la série Les 4x4 en quatre volumes : La Première Rencontre, La Vitrine de la honte, L'Ombre du triangle et La Dernière Rencontre.
En 2000, il change de scénariste pour travailler avec Laurent-Frédéric Bollée pour colorier les dessins d'Al Coutelis sur A.D Grand-Rivière et comme dessinateur de la série Apocalypse Mania avec trois épisodes (Couleurs spectrales et Experiment IV en 2001 et Global Underground en 2002).
En 2003, Jean Van Hamme le choisit pour dessiner sa nouvelle série Lady S.. En 2014, Jean Van Hamme lui en laisse le scénario à partir du dixième tome.
En 2008, dans le cadre du Rendez-vous international de la BD de Gatineau, l'exposition Tout Spirou propose une rétrospective Philippe Aymond, du réel à la BD.
En 2012 paraît le premier volume du diptyque HighLands.
En novembre 2015, il annonce sur son blog travailler à un album de 120 pages sur un scénario de Christin pour la collection Aire Libre de Dupuis. Cet album qui retranscrit les souvenirs du scénariste paraît en avril 2018 : Est-Ouest.

## Œuvres
- Canal Choc, Les Humanoïdes Associés

1. L'image disparue, 1990
2. Les capitaines aveugles, 1990
3. Les corps masqués, 1991
4. Les chasseurs d'invisibles, 1992

- L'homme qui fait le tour du monde
- Les voleurs de villes, Dargaud
- A.D Grand-Rivière
- Apocalypse Mania

1. Couleurs spectrales, 2001
2. Experiment IV, 2001
3. Global underground, 2002

- Lady S., série en cours, 14 tomes parus, Dupuis

1. Na zdorovié, Shaniouchka !, 2004.
2. À ta santé, Suzie !, 2005.
3. 59° latitude nord, 2006.
4. Jeu de dupes, 2007.

- Est-Ouest, par Pierre Christin et dessinées par Philippe Aymond, avril 2018, Aire Libre, Dupuis

- Les Nouvelles Aventures de Bruno Brazil, scénario de Laurent-Frédéric Bollée, Le Lombard

1. Black Program t.1, 2019
2. Black Program t.2, 2020